# Huntsville Flight 2003-2004
La stagione 2003-04 degli Huntsville Flight fu la 3ª nella NBA D-League per la franchigia.
Gli Huntsville Flight arrivarono terzi nella NBA D-League con un record di 24-22. Nei play-off vinsero la semifinale con i Charleston Lowgators (1-0), perdendo poi la finale con gli Asheville Altitude (1-0).

## Roster
| N° | Naz.                   | Ruolo | Sportivo       | Anno | Alt. | Peso |
| -- | ---------------------- | ----- | -------------- | ---- | ---- | ---- |
| 00 | Stati Uniti (bandiera) | A     | Rodney Bias    | 1979 | 206  | 109  |
| 4  | Stati Uniti (bandiera) | G     | Rod Grizzard   | 1980 | 203  | 91   |
| 10 | Stati Uniti (bandiera) | A     | Damone Brown   | 1979 | 206  | 91   |
| 12 | Stati Uniti (bandiera) | G     | Erick Barkley  | 1978 | 185  | 80   |
| 13 | Stati Uniti (bandiera) | G     | Larry Reid     | 1980 | 183  | 77   |
| 15 | Stati Uniti (bandiera) | A     | Jamario Moon   | 1980 | 203  | 93   |
| 21 | Stati Uniti (bandiera) | G     | Isaac Fontaine | 1975 | 193  | 95   |
| 22 | Porto Rico (bandiera)  | G     | Rick Apodaca   | 1980 | 191  | 86   |
| 23 | Stati Uniti (bandiera) | A     | Ronald Dupree  | 1981 | 201  | 95   |
| 24 | Stati Uniti (bandiera) | G     | Mateen Cleaves | 1977 | 188  | 93   |
| 25 | Stati Uniti (bandiera) | G     | Alex Scales    | 1978 | 193  | 84   |
| 30 | Stati Uniti (bandiera) | C     | Earl Barron    | 1981 | 213  | 111  |
| 30 | Stati Uniti (bandiera) | G     | Cheyne Gadson  | 1980 | 191  | 86   |
| 31 | Stati Uniti (bandiera) | A     | Philip Ricci   | 1980 | 201  | 115  |
| 32 | Stati Uniti (bandiera) | AC    | Ken Johnson    | 1978 | 211  | 107  |
| 33 | Stati Uniti (bandiera) | A     | Will Pippen    | 1980 | 203  | 100  |
| 35 | Nigeria (bandiera)     | C     | Ike Nwankwo    | 1973 | 211  | 118  |
| 44 | Stati Uniti (bandiera) | A     | Marcus Fleming | 1978 | 203  | 98   |
| 52 | Stati Uniti (bandiera) | C     | Nick Sheppard  | 1976 | 211  | 122  |
|    | Stati Uniti (bandiera) | A     | Bryan Bracey   | 1978 | 201  | 95   |

## Staff tecnico
- Allenatore: Ralph Lewis
- Vice-allenatore: Mike Born